# Duygu Asena
Duygu Asena (ngày 19 tháng 4 năm 1946 tại İstanbul - ngày 30 tháng 7 năm 2006 tại İstanbul)  là một nhà báo, tác giả của các cuốn sách bán chạy và nhà hoạt động cho quyền phụ nữ người Thổ Nhĩ Kỳ.

## Cuộc đời và sự nghiệp
Bà sinh ra ở Istanbul, Thổ Nhĩ Kỳ năm 1946. Ông của bà là thư ký riêng của Atatürk. Sau khi học xong Cao đẳng tư thục Kadıköy dành cho nữ, bà tốt nghiệp Đại học Istanbul với bằng sư phạm. Sau đó, bà làm việc hai năm trong phòng khám trẻ em của Bệnh viện Haseki và tại vườn trẻ của Đại học Istanbul với tư cách là một nhà sư phạm.
Duygu Asena bắt đầu viết vào năm 1972 với chuyên mục đầu tiên được đăng trên tờ báo " Hürriyet ". Trong khoảng thời gian 1976-1978, bà được thuê làm copywriter trong một công ty quảng cáo. Năm 1978, bà trở thành tổng biên tập của một nhà xuất bản, và ở vị trí này, bà chịu trách nhiệm tạo ra một số tạp chí dành cho phụ nữ như Kadınca, Onyedi, Ev Kadını, Bella, Kim và Negatif.
Từ những năm 1980 trở đi, Duygu Asena trở thành người lãnh đạo phong trào vì quyền và địa vị của phụ nữ ở Thổ Nhĩ Kỳ với các ấn phẩm của mình trên phương tiện truyền thông. Bà viết về hôn nhân, bất bình đẳng và bạo lực đối với phụ nữ. Trước đây, bà đã mất việc vì đã yêu một đồng nghiệp tại một tờ báo liên quan. Bà nhận ra rằng một người đàn ông Thổ Nhĩ Kỳ sẽ không bao giờ bị sa thải trong hoàn cảnh tương tự.
Cuốn sách đầu tiên của cô, Kad Kadnın Adı Yok (" Người phụ nữ không có tên "), chỉ trích mạnh mẽ sự áp bức của phụ nữ và hôn nhân không có tình yêu, được xuất bản năm 1987, và trở thành một cuốn sách bán chạy nhất. Tuy nhiên, cuốn sách đã bị cấm tại phiên bản thứ 40 vào năm 1998 bởi chính phủ vì nó bị phát hiện tục tĩu, nguy hiểm cho trẻ em và phá hoại hôn nhân. Sau hai năm kiện tụng, lệnh cấm đã được dỡ bỏ, và cuốn sách của bà đã được đạo diễn Atıf Yılmaz quay cùng năm với diễn viên Hale Soygazi. Bản dịch cuốn sách của bà đã được phát hành ở Đức và Hà Lan. Nó đã trở thành một cuốn sách bán chạy nhất ở Hy Lạp. Cuốn sách thứ hai của bà là Aslında Aşk da Yok, có thể được coi là sự tiếp nối của cuốn sách đầu tiên, cũng được dịch ra tiếng nước ngoài và xuất bản ở nước ngoài. Tất cả những cuốn sách tiếp theo của bà đã trở thành sách bán chạy nhất.
Từ năm 1992 đến 1997, bà làm người dẫn một chương trình truyền hình trong kênh TRT 2 thuộc sở hữu nhà nước. Nghề nghiệp của bà với tư cách là một biên tập viên phụ trách chuyên mục bắt đầu trên tờ Milliyet và tiếp tục sau đó ở Cumhuriyet và Yarın. Duygu Asena cũng đóng trong ba bộ phim " Umut Yarıda Kaldı " (" Hy vọng đã tan vỡ "), " Yarın Cumartesi " (" Ngày mai là thứ bảy ") và " Bay E " (" Mr. E ").
Duygu Asena chết vì ung thư não, căn bệnh bà đã chiến đấu trong hai năm tại Bệnh viện Hoa Kỳ của Istanbul. Bà được chôn cất tại nghĩa trang Zincirlikuyu.

## Di sản
Google Doodle vào ngày 19 tháng 4 năm 2019 đã kỷ niệm 73 năm ngày sinh của Asena.